# Aarassos
Aarassos (Ἀαρασσός) – miasto w Pizydii. Poświadczone przez Strabona [XII 7,2, p. 570], który powołuje się przy tym na Artemidora [fr. 119 Stiehle] i wymienia je obok kilku innych miast Pizydii. Niektóre manuskrypty przekazują też – wydającą się bardziej poprawną – formę Arassos; dawny łaciński tekst Strabona także formę Arassum.   
Lista miast pizydyjskich podana przez Strabona jest krótka, a same ich nazwy wątpliwe. W przypadku Aarassos, położenie miasta i jakieś inne wzmianki o nim w ogóle nie są znane – być może miasto to jest identyczne z Ariassos, którego ruiny odkryto w 1892 w okolicach Bademağacı. Aarassos jako Ariassos identyfikuje Victor Bérard, proponując rekonstruować w ten sposób tekst Strabona.